# 李景萃
李景萃（1518年—？），字德聚，號莲湖，直隸順德府任縣人，民籍，明朝政治人物。

## 生平
嘉靖二十五年（1546年）丙午科順天鄉試第一百二十八名舉人。嘉靖二十六年（1547年）聯捷丁未科會試第一百四十七名，登第二甲第七十五名進士。工部觀政，初授户部主事，历升员外郎、郎中，嘉靖三十四年（1555年）任浙江杭州府知府。升浙江按察司副使，晋陕西布政司参政，四十年十二月丁父忧，四十一年正月考察以贪酷黜職。

## 家族
曾祖李銘；祖父李志皐；父李璋（1492年-1561年），號介庵，壽官。母陳氏（1491年-1539年）；繼母陳氏。具庆下。兄景芳。弟景茂。